# えびー太くん
えびー太くん（えびーたくん）は、徳島県美波町のマスコットキャラクターである。

## 概要
2011年（平成23年）に美波町で行われた「由岐伊勢エビまつり」でPRキャラクターの公募が行われ、同年11月末に名前が決定した。
美波町の特産品である伊勢エビをモチーフにしたキャラクターで、バイオの力で巨大化した伊勢エビが西暦3732年5月5日（美波にGOGOの語呂合わせ）の美波町からタイムスリップしたという設定である。

## 沿革
- 2011年（平成23年）11月 - えびー太くんが誕生。